# Liten piggtråding
Liten piggtråding (Inocybe squarrosa) är en svampart som beskrevs av Rea 1916. Enligt Catalogue of Life ingår Liten piggtråding i släktet Inocybe,  och familjen Inocybaceae, men enligt Dyntaxa är tillhörigheten istället släktet Inocybe,  och familjen Crepidotaceae. Arten är reproducerande i Sverige. Inga underarter finns listade i Catalogue of Life.